# Echiniscus arcangelii
Echiniscus arcangelii är en djurart som tillhör fylumet trögkrypare, och som beskrevs av Walter Maucci 1974. Echiniscus arcangelii ingår i släktet Echiniscus och familjen Echiniscidae. Inga underarter finns listade i Catalogue of Life.